# Zoo d'Édimbourg

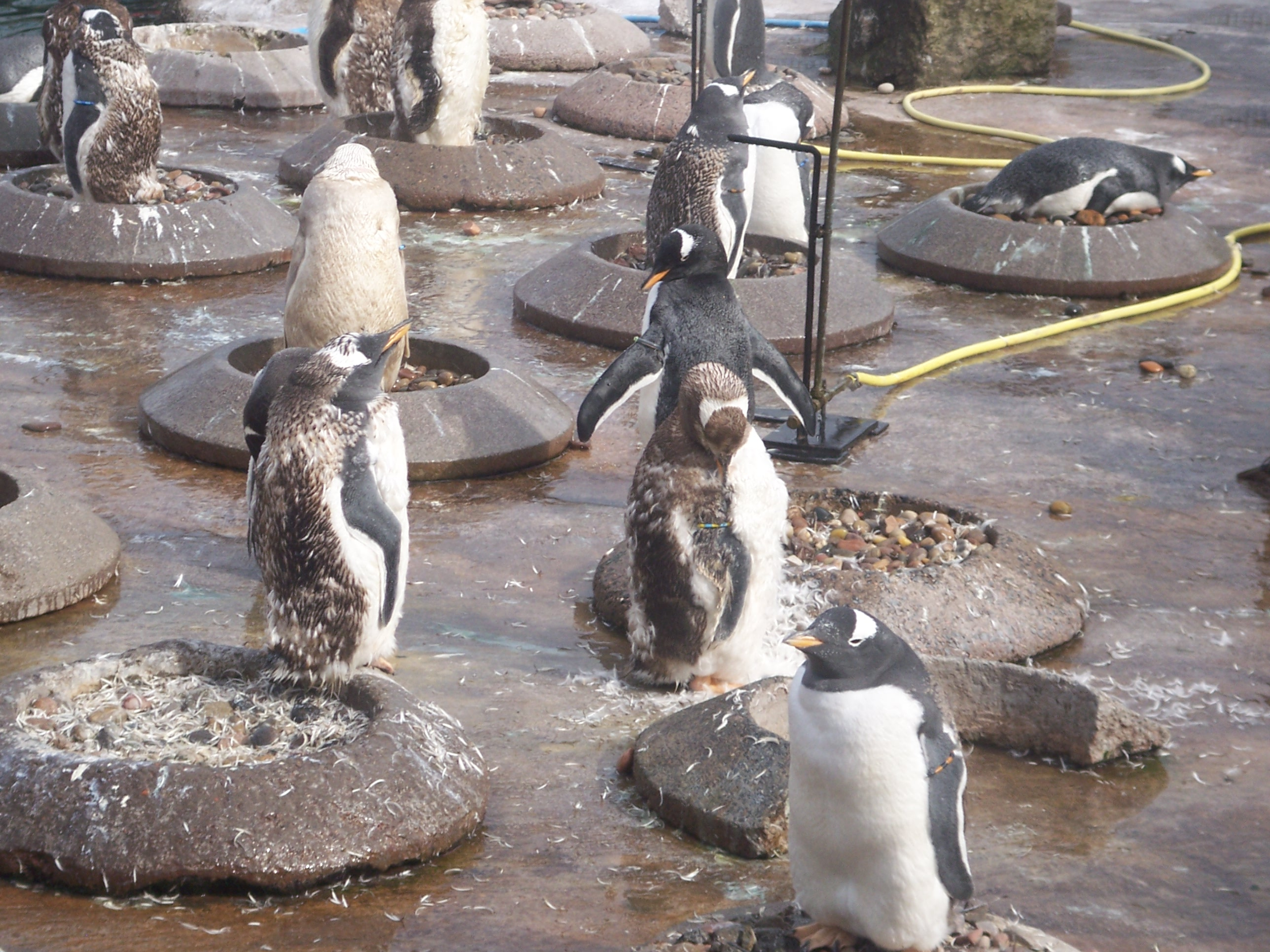
Manchots du zoo.

Le zoo d'Édimbourg (en anglais, Edinburgh Zoo, et anciennement connu comme le Scottish National Zoological Park) est parc zoologique écossais à but non lucratif de 33 hectares situé dans la capitale, Édimbourg. Fondé le 22 juillet 1913, notamment par William Speirs Bruce, il se trouve sur la colline de Corstorphine, d'où il offre une vue imprenable sur la ville. Il appartient à la Royal Zoological Society of Scotland.
En 2005, le parc comptait 1 018 animaux de 171 espèces différentes. Le zoo d'Édimbourg est le seul parc zoologique du Royaume-Uni à abriter des ours polaires et des koalas, ainsi que le premier au monde à élever des manchots. Il est l'un des cinq parcs européens qui présentent des pandas géants.
Le zoo est impliqué dans de nombreuses activités scientifiques, tels que l'élevage en captivité d'espèces animales menacées ou la recherche sur le comportement animal.
Il a reçu 671 941 visiteurs en 2014, puis 633 500 en 2015, ce qui en fait la deuxième attraction touristique la plus visitée d'Écosse après le château d'Édimbourg.

## Galerie

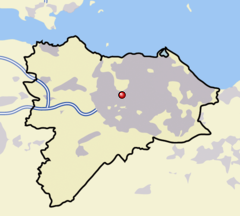
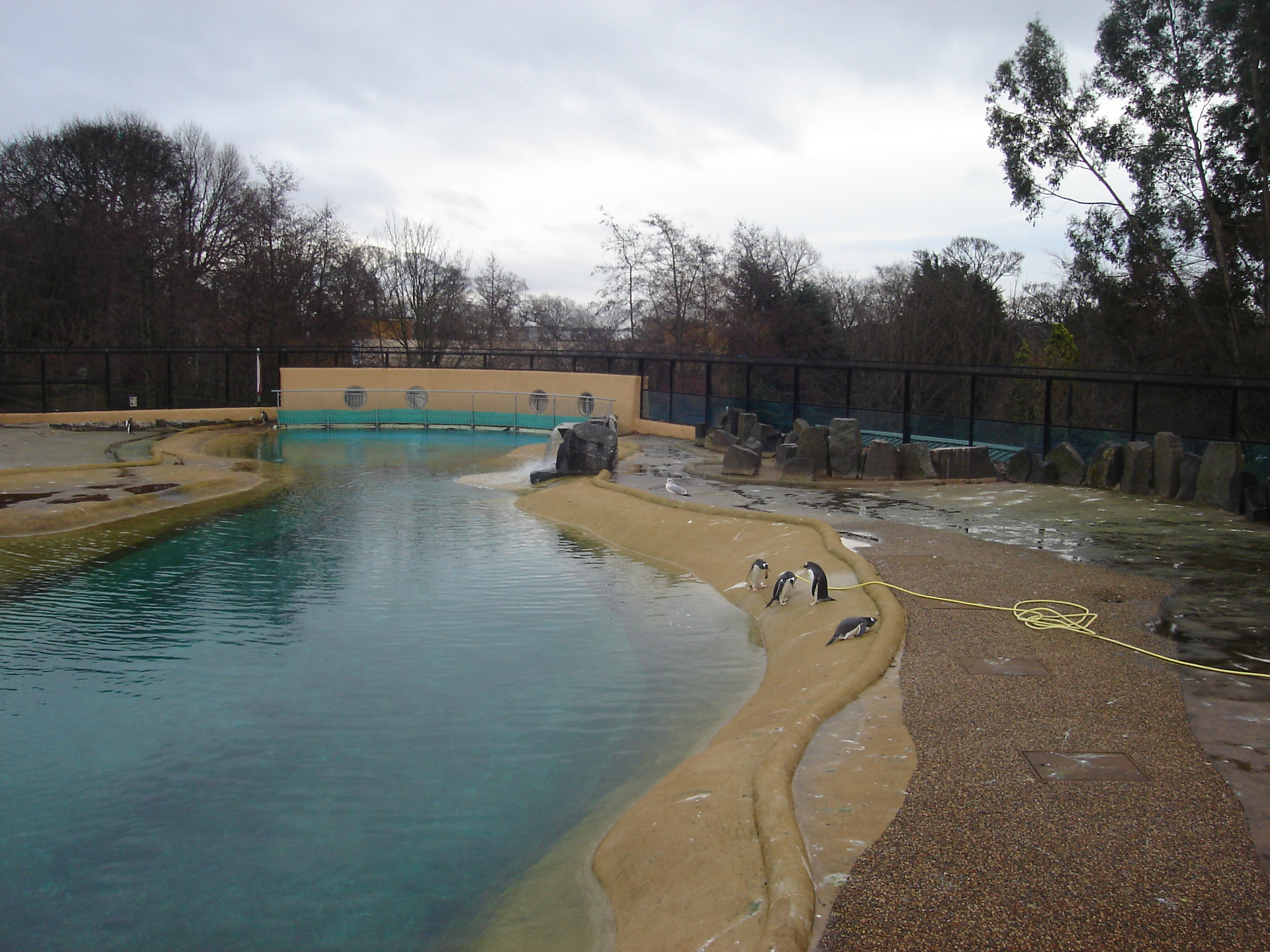
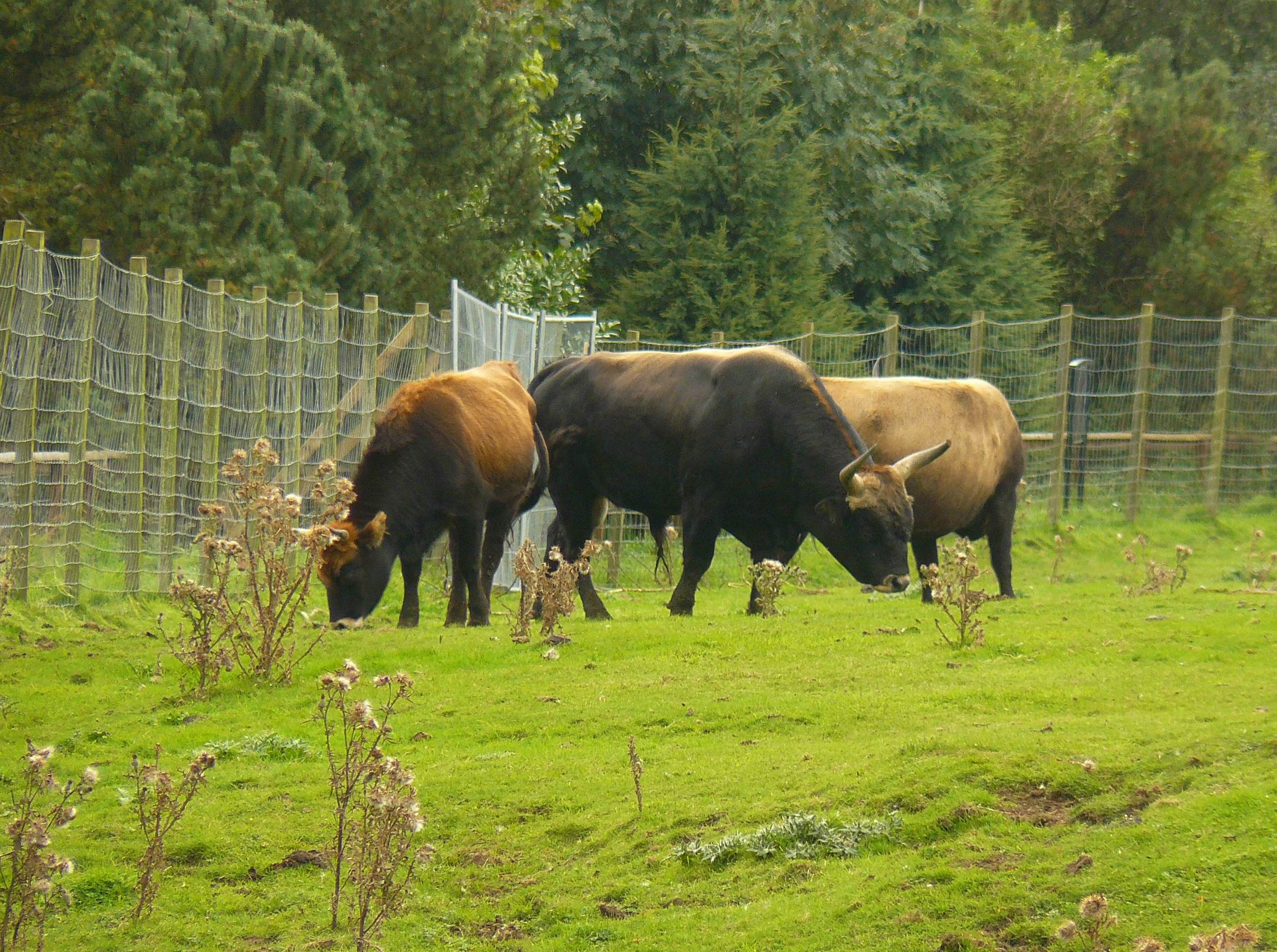
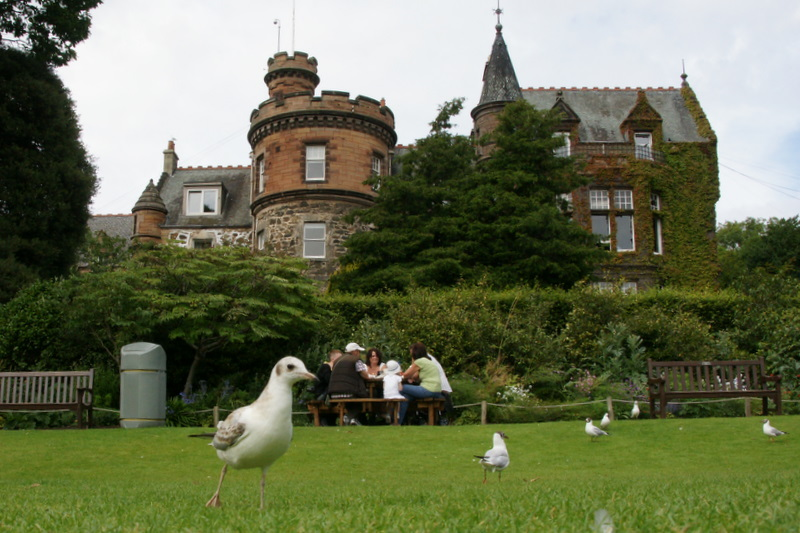
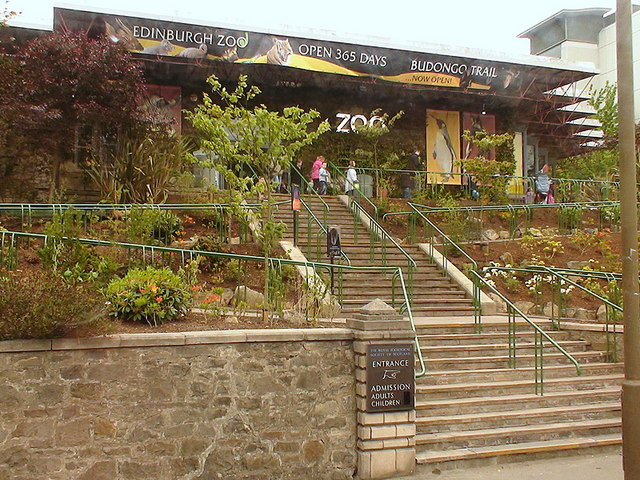
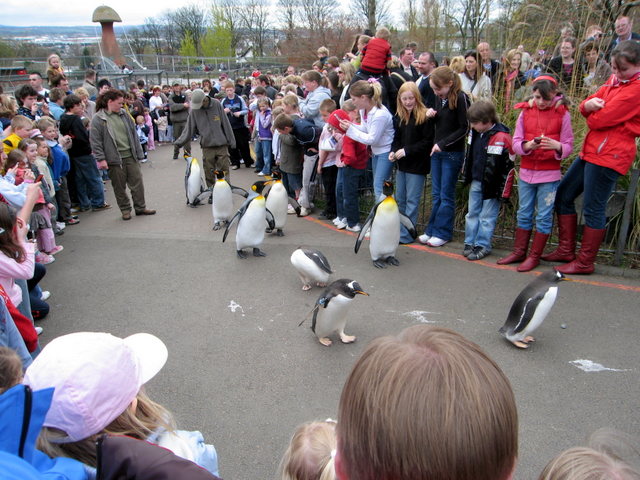